# Crystal (shelaのシングル)
「Crystal」（クリスタル）は、shelaの通算15枚目のシングル。2009年9月1日にRosso RECORDSよりリリースされた。

## 解説
前作「Dear my friends」より約4年ぶりのリリース。完全限定生産で博品館劇場及びAmazon.co.jpのみの販売となった。
「2つの星」は舞台『殺し屋シュウ〜シュート・ミー〜』挿入歌、「めぐり逢い」は、映画『ばかもの』主題歌にそれぞれ起用された。

## 収録曲
1. 2つの星
作詞：shela／作曲・編曲：聖恩
2. Good bye my darling
作詞：Sayuri／作曲・編曲：小高光太郎
3. めぐり逢い
作詞：金子修介／作曲・編曲：聖恩
4. START
作詞：shela／作曲：真白リョウ、周防彰悟／編曲：小高光太郎
5. 2つの星 (Instrumental)
6. Good bye my darling (Instrumental)
7. めぐり逢い (Instrumental)
8. START (Instrumental)

## 参加ミュージシャン
2つの星
- 中西康晴：Piano

Good bye my darling
- 浅田靖：Guitar

めぐり逢い
- 中西康晴：Piano

START
- 中西康晴：Piano
- 種子田健：Bass
- 古川望：Guitar
- 三沢またろう：Percussion
- 桐山グループ：Strings
- 佐々木久美：Chorus
- 村山達哉：Strings Arrangement
- 田井基良：Strings Manager